# Adaora Adimora
Adaora Alise Adimora, née le 5 mai 1956 et morte le 1er janvier 2024, est une médecin et universitaire américaine. Elle est professeure émérite de médecine de la Fondation Sarah Graham Kenan et professeure d'épidémiologie à la faculté de médecine de l'université de Caroline du Nord.
Ses recherches portent sur la transmission du VIH, ainsi que d'autres infections sexuellement transmissibles (IST), parmi les populations de groupes minoritaires. Son travail a mis en évidence l'importance des déterminants sociaux dans la transmission du VIH et la nécessité d'interventions structurelles pour réduire les risques. En 2019, elle est devenue membre élue de l'Académie nationale de médecine des États-Unis en reconnaissance de ses contributions.

## Biographie

### Formation et début de carrière
Adaora Adimora grandit à Manhattan. Sa mère est infirmière administratrice et son père est médecin. Elle fréquente l'université Cornell, où elle obtient son baccalauréat universitaire en 1977. Elle fréquente ensuite l'École de médecine de l'université Yale, où elle obtient son doctorat de médecine en 1981. Elle commence son internat de médecine interne à l'hôpital de Boston (Boston City Hospital) (en). Lorsqu'elle commence ses études de médecine, elle souhaite d'abord devenir psychiatre, mais, après son internat, elle décide de terminer sa résidence (stage post-doctoral que doivent suivre les futurs médecins pour obtenir leur droit de pratique en Amérique du Nord) en maladies infectieuses. Elle déménage ensuite à New York avec une bourse d'études au Montefiore Medical Center / Albert Einstein College of Medicine en 1986, puis elle devient médecin dans la division des maladies infectieuses de l'hôpital de Harlem (Harlem Hospital Center).
En 1993, elle obtient une maîtrise en santé publique (Master of Public Health) en épidémiologie au sein de l'école de santé publique de l'université de Caroline du Nord à Chapel Hill.

### Recherches et carrière
En 1989, Adaora Adimora devient professeure adjointe clinique en médecine à l'université de Caroline du Nord à Chapel Hill. En 2003, elle est la première femme noire de la division des maladies infectieuses de l' Université de Caroline du Nord à être titularisée,.

#### Recherches
Le programme de recherche d'Adaora Adimora se concentre sur la compréhension des schémas de transmission du VIH/SIDA chez les Afro-Américains hétérosexuels et a mis en évidence le rôle que jouent les forces économiques et sociales dans l'épidémie de VIH. Dans son travail, elle souligne l'importance des modèles de réseaux sexuels sur la propagation de l'infection. Dans une étude de 2007, elle a utilisé les données de l'Enquête nationale sur la croissance de la famille (National Survey of Family Growth), dans laquelle une cohorte de près de 5 000 hommes ont reporté leur activité sexuelle, et a constaté qu'environ un homme sur dix avait des partenaires sexuels simultanés, ce qui peut augmenter le taux de propagation des infections transmises sexuellement comme le VIH.
Adaora Adimora a également appliqué son expertise en recherche à l'élaboration de solutions politiques fondées sur les preuves pour prévenir la propagation du VIH. En 2018, elle a élaboré une proposition visant à changer la façon dont les essais cliniques de prévention du VIH sont abordés parmi les populations à plus faible incidence de l'infection. Les essais cliniques randomisés, qui nécessitent des milliers de participants, sont l'étalon-or pour déterminer l'efficacité d'un traitement. Cependant, si le nombre de personnes atteintes d'une affection particulière est faible, comme pour les affections qui affectent les populations minoritaires, la réalisation d'essais cliniques randomisés n'est pas possible. Pour de telles situations, Adaora Adimora et ses collègues ont proposé une nouvelle méthode pour estimer l'efficacité des médicaments en combinant les données cliniques et pharmacologiques des essais cliniques traditionnels avec celles recueillies à partir d'études plus petites.

#### Leadership
Adaora Adimora est la chercheuse principale de l'Étude interinstitutions sur le VIH chez les femmes (Women's Interagency HIV Study (WIHS)) sur le site de l'Université de Californie du Nord, qui cherche à comprendre l'impact du VIH chez les femmes avec un financement issu principalement de plusieurs des National Institutes of Health américains.
Adaora Adimora a auparavant siégé au Conseil consultatif présidentiel sur le VIH / sida, qui est chargé de conseiller le secrétaire américain à la Santé et aux Services sociaux sur les stratégies de prévention du VIH et la promotion des traitements. Elle est notamment restée au Conseil même après le départ de six membres en juin 2017, qui exprimaient des frustrations face aux politiques de santé du président Donald Trump. Dans une interview, elle a déclaré au site d'information BuzzFeed : « j'ai décidé de rester parce que je pensais que pour moi, il serait préférable d'utiliser ma voix au sein du conseil pour essayer d'avoir un impact favorable sur les politiques qui affectent les personnes atteintes et à risque pour le VIH, la santé les prestataires de soins et la santé publique ». Elle a cependant ouvertement critiqué les politiques de santé de l'administration, en étant co-autrice d'un éditorial d'opinion avertissant que le projet de loi américaine sur les soins de santé de 2017 (American Health Care Act of 2017) — qui n'a jamais été adopté — entraînerait la mort inutile d'Américains, laissant les plus pauvres sans assurance. En août 2017, le Conseil a écrit une lettre à Tom Price, alors secrétaire à la Santé et aux Services sociaux, décrivant l'impact de l'abrogation de la Loi sur les soins de santé abordables (Obamacare) sur la prévention du VIH.
Adaora Adimora a également été présidente de la HIV Medical Association, une organisation de professionnels de la santé qui pratiquent la médecine du VIH. Au cours de son mandat de présidente, Turing Pharmaceuticals, la société fondée par Martin Shkreli, a augmenté le prix d'un médicament appelé Daraprim de plus de 4 000 % (cela a aussi été appelé scandale du Daraprim). Le médicament est utilisé pour traiter l'infection parasitaire qu'est la toxoplasmose, qui peut être grave pour les patients dont le système immunitaire est affaibli et pour les femmes enceintes. Adaora Adimora a co-écrit une lettre à la société pharmaceutique lui conseillant de réviser sa stratégie de prix pour le médicament, exhortant la société à « l'aider à améliorer la santé publique en mettant immédiatement en œuvre une stratégie de prix rationnelle et équitable »,. En mars 2016, elle a témoigné devant le comité spécial du Sénat américain sur le vieillissement au sujet des conséquences de telles augmentations du prix des médicaments sur les populations vulnérables qui n'ont pas les moyens d'acheter les médicaments dont elles ont besoin,.

### Mort
Adaora Adimora meurt le 1er janvier 2024 à l'âge de 67 ans.

## Récompenses et honneurs
- 2009 : nommée parmi les 100 meilleurs leaders afro-américains par le magazine The Root[16],[17].
- 2011 : prix Mary Turner Lane[18].
- 2019 : élue membre de l'Académie nationale de médecine américaine[19].